# شهر عشق (فیلم ۱۹۷۴)
شهر عشق (به هندی: Prem Nagar) فیلمی محصول سال ۱۹۷۴ و به کارگردانی کی. اس پراکاش رائو است. در این فیلم بازیگرانی همچون راجش خانا، هما مالینی، پریم چوپرا، آسرانی، نظیر حسین، سولوچانا لاتکار، رامش دئو، کامینی کاشال، نانا پالشیکار، بیندو ایفای نقش کرده‌اند.